# Asperula conferta
Asperula conferta är en måreväxtart som beskrevs av Joseph Dalton Hooker. Asperula conferta ingår i släktet färgmåror, och familjen måreväxter. Inga underarter finns listade i Catalogue of Life.